# Mouton
Mouton är en kommun i departementet Charente i regionen Nouvelle-Aquitaine i västra Frankrike. Kommunen ligger  i kantonen Mansle som ligger i arrondissementet Confolens. År 2022 hade Mouton 223 invånare.

## Befolkningsutveckling
Antalet invånare i kommunen Mouton
Referens:INSEE